# Lefkada (regionální jednotka)
Lefkada (řecky: Περιφερειακή ενότητα Λευκάδας) je jednou z 5 regionálních jednotek kraje Jónské ostrovy v Řecku. Zahrnuje území obydlených ostrovů Lefkada, Meganisi, Kalamos a Kastos a menších okolních neobydlených ostrovů. Hlavním městem je Lefkada. Břehy omývá Jónské moře.

## Administrativní dělení
Regionální jednotka Lefkada se od 1. ledna 2011 člení na 2 obce, které odpovídají největším obydleným ostrovům. Ostrovy Kalamos a Kastos jsou součástí obce Lefkada:

Administrativní dělení

| číslo na mapce | Obec     | řecky            | rozloha (km²) | počet obyvatel | hustota zalidnění | sídlo obce |
| -------------- | -------- | ---------------- | ------------- | -------------- | ----------------- | ---------- |
| 1              | Lefkada  | Δήμος Λευκάδας   | 333,6         | 22 652         | 67,90             | Lefkada    |
| 2              | Meganisi | Δήμος Μεγανησίου | 22,36         | 1 041          | 46,06             | Meganisi   |